# 東南省 (海地)
東南省是海地的10個省之一，位於該國東南部，首府設於雅克梅勒，北臨大灣省和尼普斯省，面積2,034平方公里，下分3縣，2015年人口632,601，人口密度為每平方公里310人。
18°14′00″N 72°32′00″W / 18.2333°N 72.5333°W
1. ↑   (PDF). www.ihsi.ht.   [2025-02-02]. （原始内容存档 (PDF)于2015-11-06）.
2. ↑  . hdi.globaldatalab.org.   [2018-09-13]. （原始内容存档于2018-09-23） （英语）.